# Louis-Léopold Boilly
Louis-Léopold Boilly (5. juli 1761 i La Bassée, Nord – 4. januar 1845 i Paris) var en fransk maler, far til Julien Léopold Boilly.
Boilly uddannede sig på egen hånd i malerkunsten og forsøgte sig først med små genrebilleder og portrætter i Douai og Arras. Da han i en ung alder kom til Paris, lod han sig ikke der fange af det da herskende modemaleri, men tog med ædruelighed fat på skildringen af
hverdagslivets småbegivenheder.
Dette sikrer ham selv en kunsthistorisk interesse og hans arbejder med deres gode livsbilleder fra samtiden tillige et særlig kulturhistorisk værd. Hans naturiagttagelse befriede hans meget raske produktion – man nævner 5000 portrætter – fra det rent håndværksmæssige skær.
I Louvre findes blandt andet Diligencens ankomst (1803), i museet i Lille to andre hovedværker: Marats triumf og Isabeys atelier; to billeder kom til kunstmuseet i København.